# Torrens Conscientium
Torrens Conscientium ist eine 2009 gegründete Death- und Funeral-Doom-Band.

## Geschichte
Im Jahr 2009 gründeten der Sänger und Gitarrist Sergey Korolev, die Gitarristin Alina Tishenko und der Bassist Sergey Rachinskiy in Simferopol die Band Torrens Conscientium. Nach drei Jahren Aktivität mit Auftritten in der Ukraine erschien Four Exits als erstes Demo im Selbstverlag. Im Jahr 2014 veröffentlichte das Trio über das russische Label Solitude Productions das Debütalbum All Alone with the Thoughts. Das Konzeptalbum zum Thema Schlafstörung erfuhr internationale Resonanz und wurde durchschnittlich bis positiv beurteilt.  Matt Halsey von Doom-Metal.com kritisierte das Album, als durchaus „kompetent gespielt“ und „mit einem gewissen Reiz“ versehen, anderen Genre-Veröffentlichungen seien dem Album allerdings deutlich überlegen. In den für Webzines wie Metal.de und Crossfire Metal verfassten Besprechungen hingegen lobten die Rezensenten das Album als eine „stimmige Zusammenstellung“ von „sieben Songs dunkler Schönheit“.

## Stil
Als Hybrid aus Death- und Funeral-Doom wird die von Torrens Conscientium gespielte Musik zumeist kategorisiert. Das gutturale Growling verleihe der Musik eine rohe und brutale Atmosphäre, derweil die Instrumentierung einer eher sanften Atmosphäre Raum böte. Prägnant sei hierbei ein über das Keyboardspiel anhaltend gegebener Hintergrundklang. Die Musik wirke wie „eine, durch einen Funeral-Doom-Ausdruck gefilterte, Mischung aus Draconian und Desire.“ Das Gitarrenspiel wird als langsam und melancholisches Riffing beschrieben. Der Gesang sei ein leises männliches Growling dem und eine süße Prise aus Flüstern und Melodiespuren entgegengesetzt würde.

„Zwar sind Riffgitarren und Growls sehr tief, erreichen aber nie abgrundtiefe Kälte. Dafür sorgen angenehme Leads und getragene Atmosphären, die auf das Konto von unterstützenden Synthies gehen. Dann erscheinen wieder leichte Sounds am Klanghorizont, einzelne unverzerrte Gitarrenanschläge mit Hall und natürlich wieder Synthieunterstützung.“

## Diskografie
- 2012: Four Exits (Demo, Selbstverlag)
- 2014: All Alone with the Thoughts (Album, Solitude Productions)